# Karl Imhoff

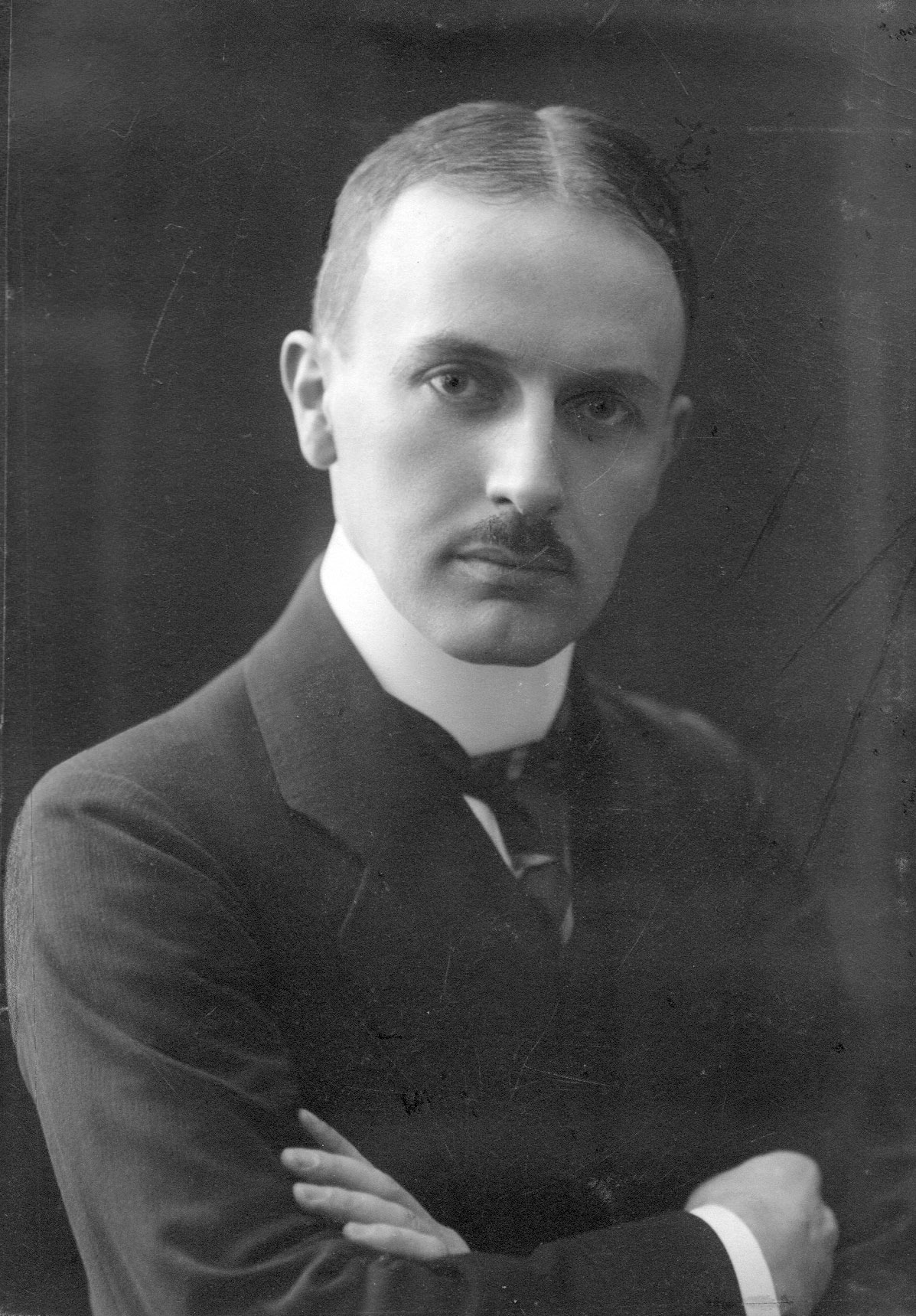
Karl Imhoff (1907), im Alter von 31 Jahren

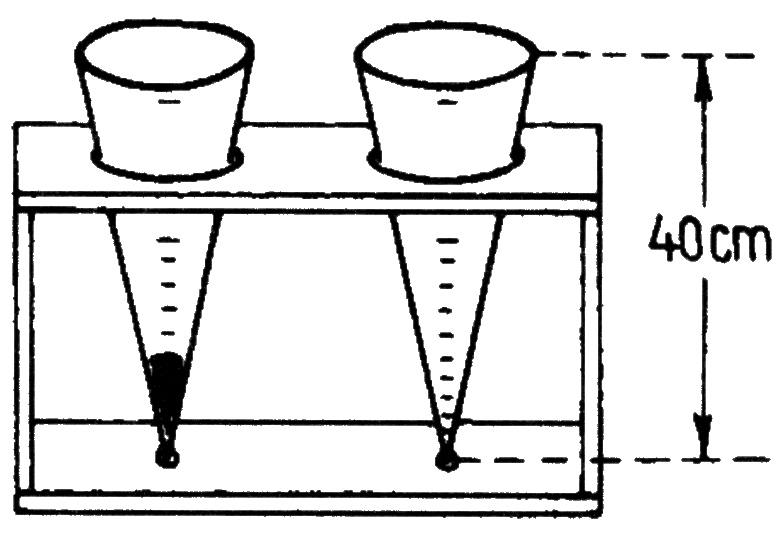
Imhoff-Glas zur Bestimmung der Menge der absetzbaren Stoffe im Abwasser

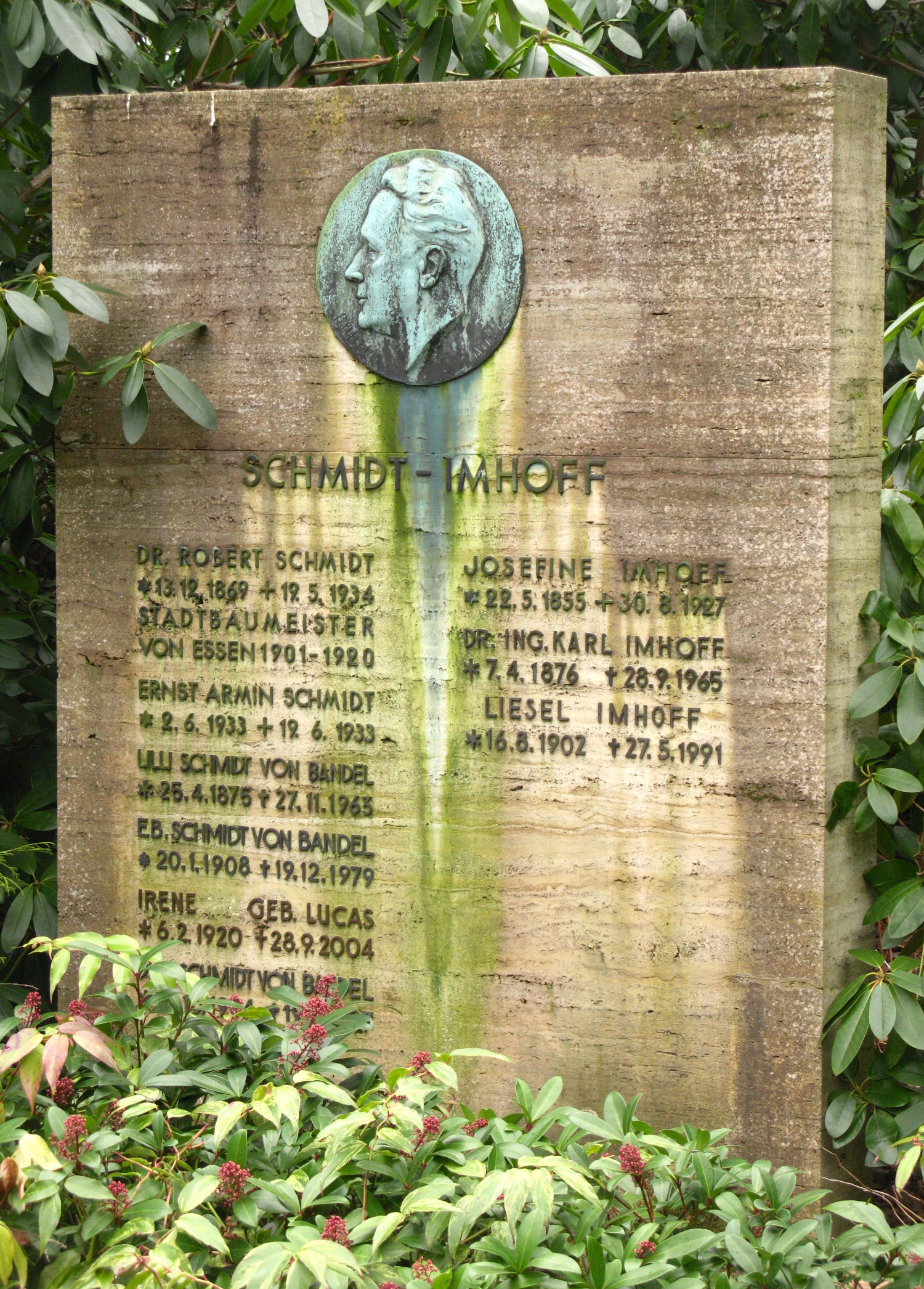
Grabstein der Familien Schmidt und Imhoff auf dem Parkfriedhof Essen an Feld 8 Nr. 91; knapp 150 m südöstlich des zentralen Rondells

Karl Ludwig Imhoff (* 7. April 1876 in Mannheim; † 28. September 1965 in Essen) war ein deutscher Bauingenieur und ein Pionier der Abwassertechnik, die er über Jahrzehnte prägte.

## Leben und Wirken
Karl Imhoff studierte an der Technischen Universität München und an der Technischen Hochschule Karlsruhe, woraufhin er im Jahr 1900 das Diplom ablegte. Zunächst arbeitete er als Regierungsbaurefendar im badischen Staatsdienst. Nachdem er die Große Staatsprüfung absolviert hatte, war er  an der Königlich-Preußischen Versuchs- und Prüfungsanstalt für Wasserversorgung und Abwasserbeseitigung in Berlin tätig. 1905 promovierte er mit dem Thema Die biologische Abwasserreinigung in Deutschland an der Technischen Universität Dresden.
Karl Imhoff war die treibende Kraft bei der apparatetechnischen Weiterentwicklung der in England erfundenen Verfahren zur Abwasserbehandlung (das Tropfkörper- und das Belebtschlammverfahren). Ihm sind nicht nur bedeutende technische Innovationen zu verdanken, sondern auch Bemessungsregeln, die aus der Erfahrung beim Betrieb von Kläranlagen gewonnen wurden und die er in seinem Taschenbuch der Stadtentwässerung von 1906 festhielt, das bis heute in immer neuer Auflage erscheint. In seiner 100-jährigen Geschichte wurde das Buch 40 mal übersetzt. Es ist insgesamt in 20 Sprachen erschienen.
Ab dem 1. April 1906 war Imhoff für die Emschergenossenschaft als Leiter des Abwasseramtes tätig. 1907 entwickelte er dort den Emscherbrunnen mit einer anaeroben Schlammbehandlung, international auch Imhoff-Tank genannt. Während seiner Zeit bei der Emschergenossenschaft verfasste er 1910 ein Gutachten unter dem Titel Die Reinhaltung der Ruhr (1912 als Buch veröffentlicht), das Grundlage für das 1913 verabschiedete Ruhrreinhaltungsgesetz wurde und zur Gründung des Ruhrverbands führte. Dabei konnte er sich auf die hydrologischen Forschungen zur Ruhr und über die Wasserwirtschaft im Ruhrgebiet von Heinrich Reisner stützen.
1911 wurde Imhoff gleichzeitig stellvertretender Baudirektor und 1913, nach Gründung des Ruhrverbands, dessen nebenamtlicher Geschäftsführer. Am 1. Januar 1922 wurde Imhoff hauptamtlicher Geschäftsführer des Ruhrverbands. Unter seiner Führung wurden fünf Ruhrstauseen geplant. Imhoff bewohnte in dieser Zeit ein 1928 fertiggestelltes Haus im Essener Moltkeviertel in der Robert-Schmidt-Straße, entworfen vom Architekten Alfred Fischer nach den Prinzipien des Neuen Bauens.
1934 wurde Imhoff von den Nationalsozialisten als Geschäftsführer des Ruhrverbandes abgesetzt. Am 10. Mai 1948 wurde auf seine und auf Initiative des Direktors des Ruhrverbandes, Max Prüss, die Abwassertechnische Vereinigung e. V. (ATV, später DWA) in Düsseldorf gegründet. Imhoff war damals in Deutschland die bedeutendste Kapazität für Abwassertechnik.

## Ehrungen
Imhoff trug die Ehrendoktorwürden der Technischen Hochschulen Karlsruhe, Stuttgart und Aachen. Er wurde Ehrenvorsitzender der Abwassertechnischen Vereinigung (ATV, später DWA), Ehrenpräsident der Vereinigung Deutscher Gewässerschutz, Ehrenpräsident des Zweckverbandes für Kanalisationsförderung sowie Ehrenmitglied zahlreicher ausländischer Fachorganisationen.
Er erhielt 1953 das Große Verdienstkreuz der Bundesrepublik Deutschland und 1959 die Bunsen-Pettenkofer-Ehrentafel. Diese wird vom DVGW an Personen verliehen, die sich in hervorragender Weise um die Förderung der Wasser- und Abwasserwirtschaft in wissenschaftlicher oder praktischer Weise verdient gemacht haben. Sie wurde am 12. Juni 1900 in Mainz gestiftet.
Der mit 10.000 Euro dotierte Karl-Imhoff-Preis wurde zur Anerkennung der großen Verdienste Karl Imhoffs um die deutsche Abwasserwirtschaft und zur bleibenden Erinnerung an sein Werk gestiftet. Er wird von der Deutschen Vereinigung für Wasserwirtschaft, Abwasser und Abfall e. V. (DWA) zur Förderung von wissenschaftlichen Arbeiten auf dem Gebiet des Abwasserwesens für hervorragende Forschungsarbeiten, Dissertationen oder Prüfungsarbeiten vergeben.
In der Abwasserwirtschaft kennt man Imhoff-Becken, die zur Aufbereitung von Abwasser dienen, und das Imhoff-Glas zur Bestimmung der absetzbaren Stoffe.
In Essen, Hannover, Langenhagen, Mannheim, Schleswig und Straubing wurden Straßen nach ihm benannt.

## Schriften (Auswahl)
- Taschenbuch der Stadtentwässerung. Verlag R. Oldenbourg, München 1906.
  - 30. Auflage (zum 100jährigen Jubiläum der Erstauflage), Oldenbourg Industrieverlag, München 2006, ISBN 3-8356-3094-6.
  - englischsprachige Ausgabe: Karl Imhoff's Handbook of Urban Drainage and Wastewater Disposal. Wiley, New York 1989, ISBN 0-471-81037-1.
- (mit G. M. Fair): Sewage treatment. John Wiley & Sons, New York 1949.
- (mit W. J. Müller, D. K. B. Thistlethwayte): Disposal of Sewage and other Water-borne Wastes. 2nd Edn, Butterworths, London 1971.